# Radovašnicaklostret
Radovašnicaklostret (serbiska: Манастир Радовашница/Manastir Radovašnica) är ett serbisk-ortodoxt munkkloster beläget på berget Cer i västra Serbien.
Klostrets kyrka är helgad åt Guds Moders Beskydd.

## Historik
När Radovašnicaklostret byggdes är oklart, men enligt traditionen har den sitt ursprung då Stefan Dragutin styrde Serbien. Klostret blev dock nämnt för första gången 1548. 
Klostret har rivits flera gånger, men har byggts upp igen.
På den plats där Radovašnicaklostret står var det tidigare en annan kyrka. Bredvid det nuvarande klostret finns rester från den dåvarande kyrkans grund.

## Klosterkyrkan
Klosterkyrkan är byggd i Raš-stil.

## Inventarier
Inne i klostret fanns fresker som tillverkades 1799, men som förstördes på grund av kalkning.

## Övrigt
Ett litet stenkast bort från klostret finns även ett annat kloster.

## Bilder

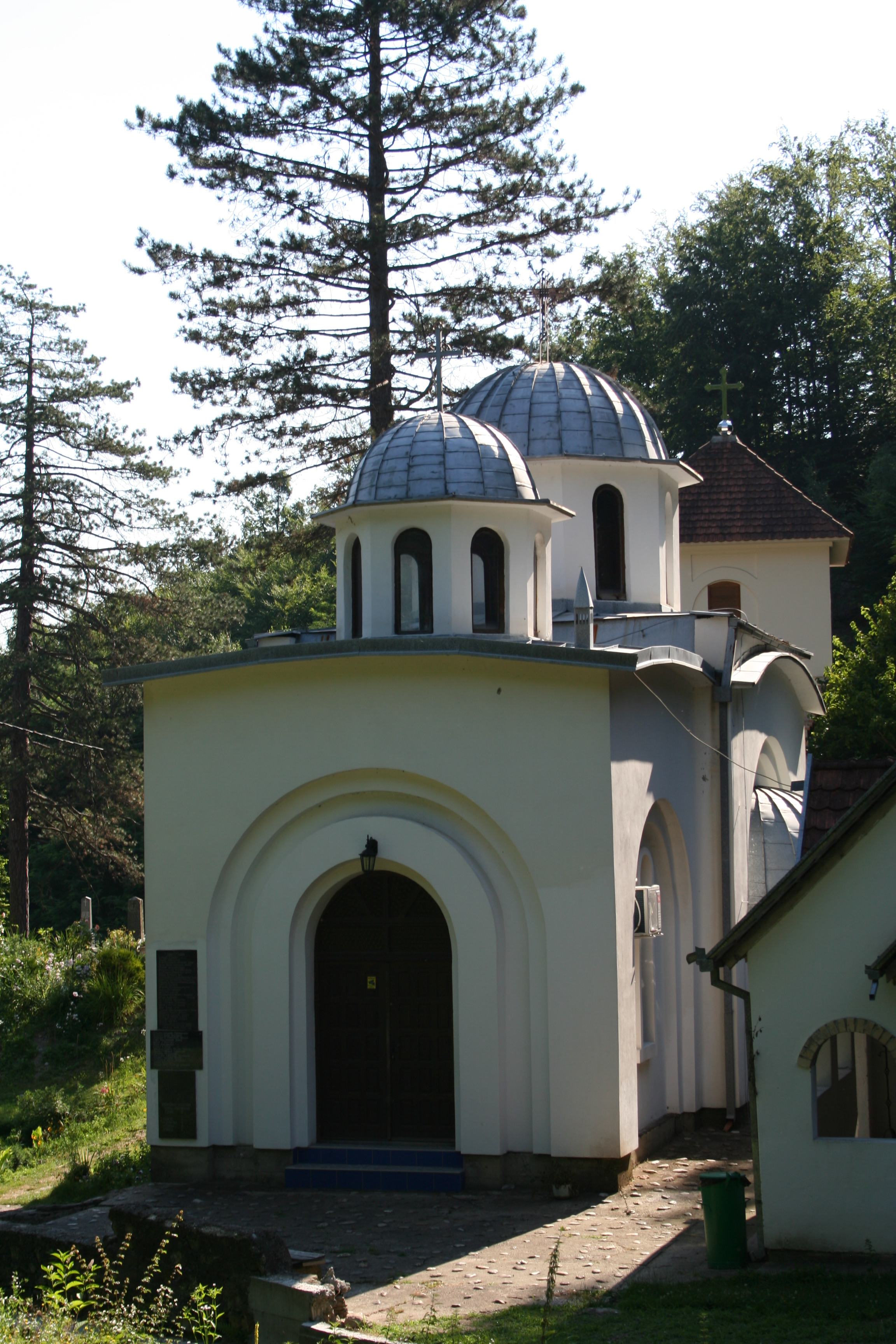
Framsidan.
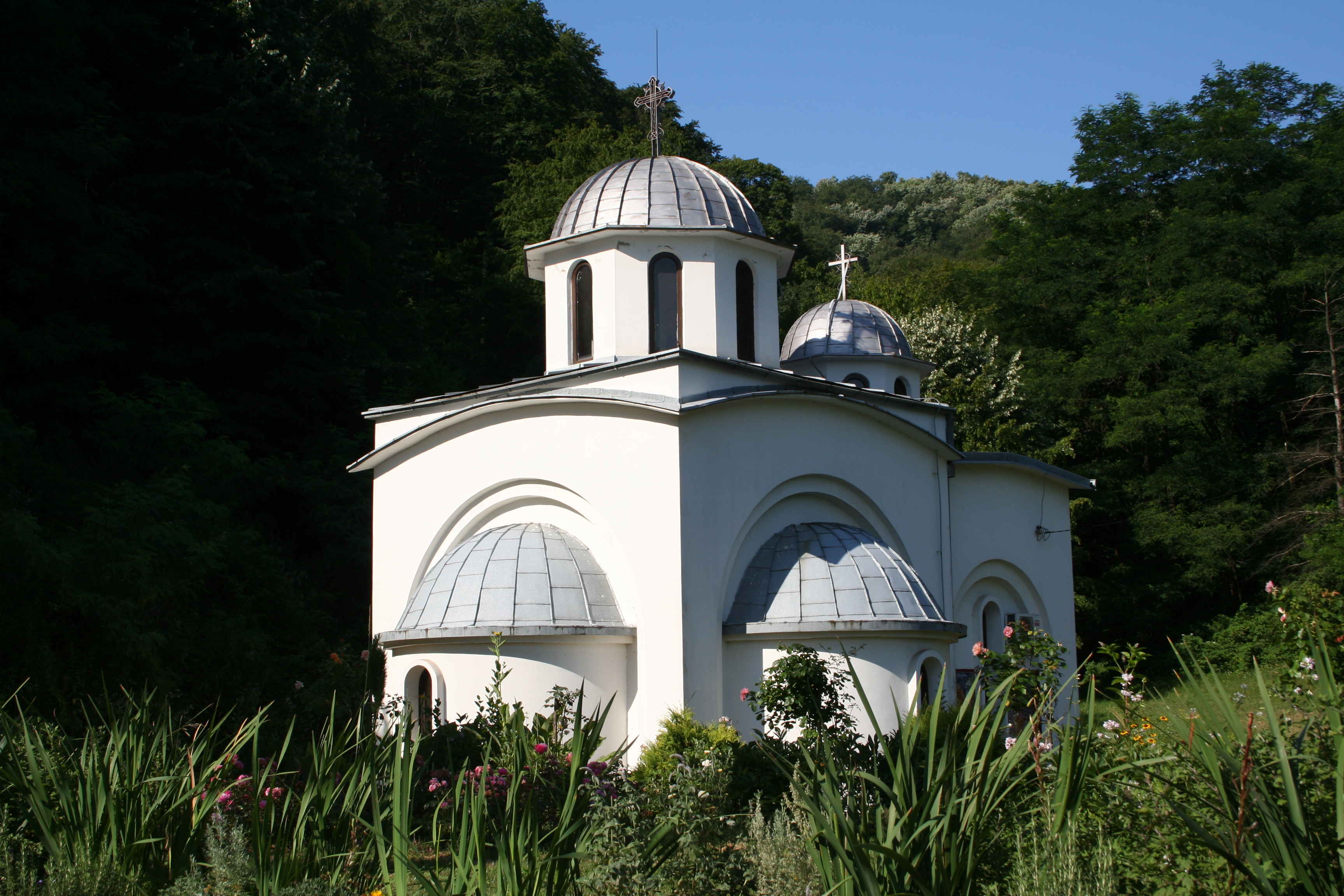
Baksidan.
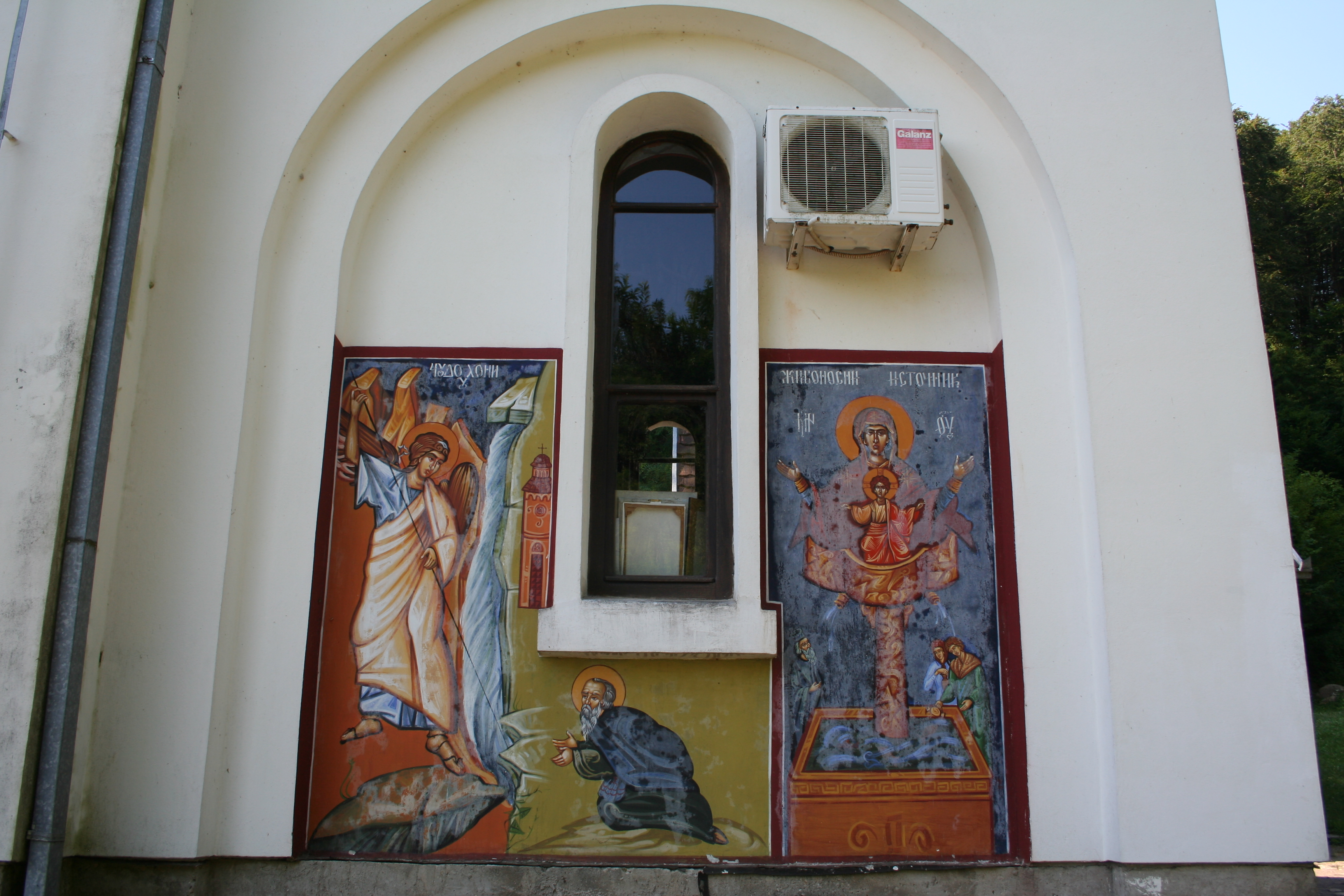
Mosaik på exteriören.
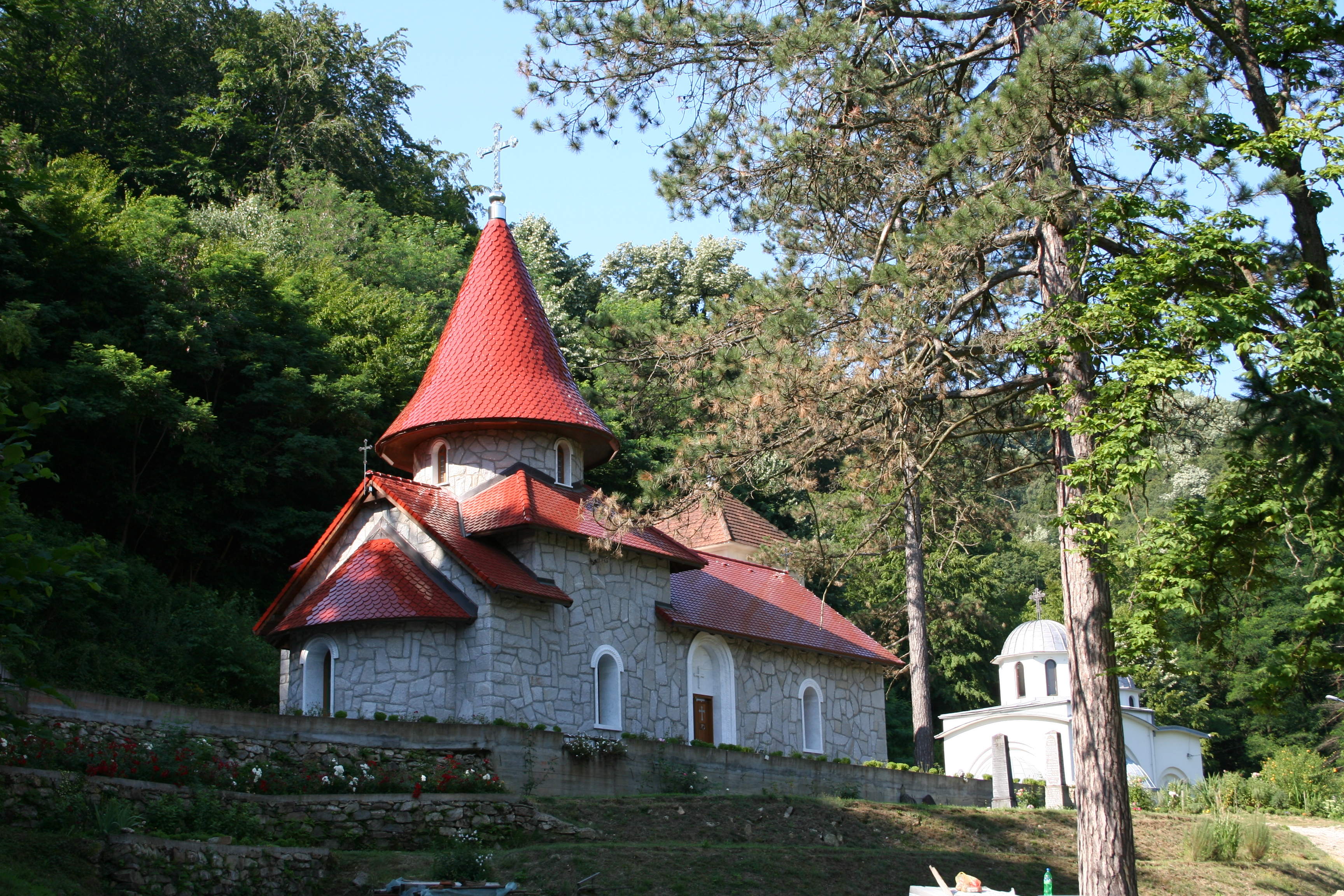
Det andra klostret.